# Lasioglossum apopkense
Lasioglossum apopkense är en biart som först beskrevs av Robertson 1892. Den ingår i släktet smalbin och familjen vägbin. Inga underarter finns listade i Catalogue of Life. Arten förekommer i östra och södra USA.

## Beskrivning
Huvud och mellankropp är metalliskt blekgrön till ljust blågrön med käkar som är brunaktigt orange hos honan, gula på ovansidan hos hanen. Antennerna är mörkbruna, med undersidan på den yttre, smalare delen rödbrun. Vingarna är genomskinliga med en del ljusa hår, klargula ribbor och gulbruna vingbaser. Bakkroppen är brun med rödaktigt bruna bakkanter på segmenten, eller, på tergit två, tre och fyra, genomskinligt gula. Kroppen har övervägande gles, vitaktig behåring. Arten är ett litet bi; kroppslängden är mellan 3,7 och 4,8 mm, och framvingens längd mellan 2,7 och 3,5 mm. Motsvarande värden för hanen är 4,2 till 4,7 mm för kroppslängden, 3,2 till 3,5 mm för framvingen.

## Utbredning
Utbredningsområdet omfattar USA:s atlantstater från New Jersey till Florida och vidare västerut längs sydkusten till nordöstra Texas.

## Ekologi
Arten flyger från februari till oktober. Den är ett oligolektiskt bi, den flyger till blommande växter från många olika familjer: Videväxter som Salix caroliniana, ärtväxter som Dalea pinnata och sötväpplingar, järneksväxter som järnekar, korgblommiga växter som astrar, Chrysopsis, Croptilion och gullrissläktet, sumakväxter som sumakar, johannesörtsväxter som johannesörter, slideväxter som Polygonella, brakvedsväxter som Ceanothus samt rosväxter som häggmisplar och plommonsläktet.

### Fotnoter
1. ↑  ”Lasioglossum apopkense (Robertson, 1892)” (på engelska). ITIS. https://www.itis.gov/servlet/SingleRpt/SingleRpt?search_topic=TSN&search_value=757989#null. Läst 5 juni 2018.
2. ↑  Roskov Y., Abucay L., Orrell T., Nicolson D., Bailly N., Kirk P.M., Bourgoin T., DeWalt R.E., Decock W., De Wever A., Nieukerken E. van, Zarucchi J., Penev L. (red.) (2017). ”Species 2000 & ITIS Catalogue of Life: 2017 Annual Checklist.”. Species 2000: Naturalis, Leiden, Nederländerna. http://www.catalogueoflife.org/annual-checklist/2017/search/all/key/lasioglossum+apopkense/match/1. Läst 2 juni 2018.
3. 1 2 3 4  Jason Gibbs (2011). ”Revision of the metallic Lasioglossum (Dialictus) of eastern North America (Hymenoptera: Halictidae: Halictini.)” (på engelska) (PDF, 34,0 MB). Zootaxa (Auckland, Nya Zeeland: Magnolia Press) 3073:  sid. 49–53. ISSN 1175-5334. http://www.mapress.com/zootaxa/2011/f/zt03073p216.pdf. Läst 25 maj 2018.
4. ↑  Theodore, Mitchell (1960). ”Arkiverade kopian” (PDF, 13,3 MB). Technical bulletin (North Carolina Agricultural Experiment Station) (141):  sid. 52. Arkiverad från originalet den 9 augusti 2016. https://web.archive.org/web/20160809213712/https://projects.ncsu.edu/cals/entomology/museum/downloads/Halictidae.pdf. Läst 22 maj 2018.
5. ↑  ”Lasioglossum apopkense (Robertson, 1892)” (på engelska). Discover Life. http://www.discoverlife.org/20/q?search=Lasioglossum+apopkense. Läst 2 juni 2018.